# AN B

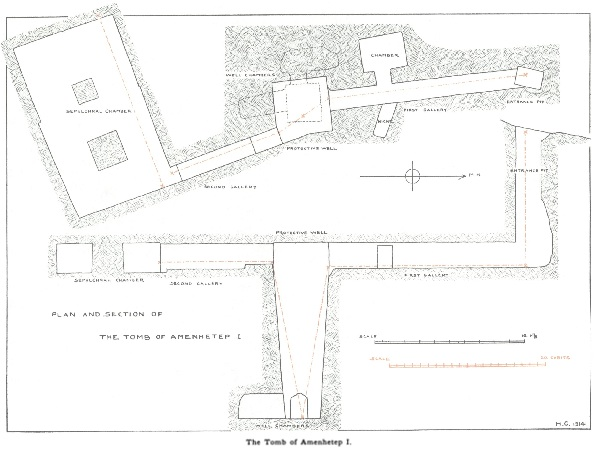
A sír alaprajza, melyet Howard Carter készített 1916-ban

Az AN B jelű sír egy egyiptomi sír Dirá Abu el-Nagában, Théba közelében. A XVIII. dinasztia idejére datálható; egy időben Ahmesz-Nofertari királyné és fia, I. Amenhotep fáraó sírjaként azonosították, de mostanra valószínűbb, hogy Amenhotepet a Királyok völgye 39-be temették.

## Leírása
A sír a Dirá Abu el-Naga-i dombok lábánál lévő síkságon található. Bejárata mély akna, amelynek aljából folyosó vezet beljebb, a sziklába. A folyosó felénél jobbra egy kamra, balra egy falfülke nyílik. A folyosó egy kamrában végződik, amelyben már megjelenik az a mély akna, amely a későbbi királysírok jellemzője lesz. Az akna kettős célt szolgálhatott: esős időszakban védte a sírt az áradástól, emellett hozzáférést biztosíthatott az elhunytnak az alvilághoz. Az akna alján két kamra nyílik, melyek álcaként szolgálhattak, hogy a sírrablók figyelmét eltereljék a valódi sírkamráról. Az aknát tartalmazó helyiségből a bejárati folyosóval egy szinten újabb folyosó indul ki, ez vezet a valódi sírkamrához, amely négyszögletes alaprajzú, és két oszlop áll benne. Úgy tűnik, az aknát utólag vájták, a sírkamra bővítésével egyidőben; a feltételezések szerint akkor, amikor az eredetileg Ahmesz-Nofertarinak szánt sírt megnagyobbították I. Amenhotep számára.
A sírt helyiek fedezték fel valamikor 1907 előtt. Az 1914-ben itt ásató Howard Carter eleinte I. Amenhotep sírjaként azonosította. Cikkében említi, hogy a sírban szétszóródott tárgyakon legalább annyiszor szerepel Ahmesz-Nofertari neve, mint Amenhotepé, így mindkettejük sírja lehetett. Jaroslav Černý ezt vitatja, és a sírt egyedül Ahmesz-Nofertari sírjának tartja. A Királyok völgye 39 felfedezéséig ez volt az egyedüli sír, amelyről feltételezték, hogy I. Amenhotepé lehetett.

## Az Abbott-papirusz és I. Amenhotep sírja
Az Abbott-papirusz egy IX. Ramszesz idején íródott, sírrablásokról beszámoló dokumentum, amely említi I. Amenhotep sírját. A papiruszon leírtak szerint a sírt megvizsgálták és érintetlennek találták.
„Dzseszerkaré király – élet, üdv, egészség –, Ré fia, Amenhotep – élet, üdv, egészség – örök horizontja, amely 120 könyök mély felépítményétől számítva, melynek neve „A magaslat”, északra a Kert Amenhotepje – élet, üdv, egészség – házától, mellyel kapcsolatban Paszer, a város polgármestere jelentette Haemuaszetnek, a város kormányzójának, a vezírnek, (…) a hatalmas nemeseknek, hogy »a tolvajok betörtek oda«, a mai napon megvizsgáltatott, és úgy találták, nem zavarták meg tolvajok.”
Carter megmérte a sír méreteit; hosszába beleszámította az akna két oldalát is, és így kijött neki a 120 könyök; ez alapján úgy vélte, az AN B sír méretei megfelelnek annak, amit a papirusz Amenhotep sírjáról írt. Feltételezését támogatta, hogy I. Amenhotepnek és anyjának, akiket később a thébai nekropolisz védelmezőinek tartottak, a halotti temploma is közös a sír alatti síkságon, a megművelt terület szélén (ez lehetett a „kert”). Erre a templomra utalhatott „a kert Amenhotepjének a háza”. Černý azonban úgy vélte, hogy „a kert Amenhotepjének a háza” valószínűleg I. Amenhotep Dejr el-Bahariban épült, mára elpusztult templomával azonos. Tekintve, hogy a papirusz azt írja, a király sírja ettől a templomtól északra található, Černý azt a következtetést vonta le, hogy nem azonos az AN B sírral, és még felfedezésre vár. Carter azt a hibát követte el, hogy a 120 könyök hosszról úgy vélte, a sír belső méreteit jelöli – mivel azonban a papirusz tanúsága szerint a sírt érintetlenül találták, belső méretei nem lehettek ismertek a dokumentum szerzője számára. Amennyiben Amenhotep sírja mégis az AN B, úgy a papiruszban szereplő, azonosítatlan jelentésű ahai szó, amely Arthur Weigall szerint a KV39 sír közelében lévő munkáskunyhókat jelöli, utalhat az AN B sír közelében lévő, Carter térképvázlatán szereplő kőhalomra is, melynek funkciója nem ismert, de szolgálhatott tájékozódási pontként, és körülbelül ugyanekkora távolságra van a sírtól.

## Leletek
A sírban találtak egy bazaltból faragott női mellszobrot, amely talán Ahmesz-Nofertarit ábrázolja. Ma a Metropolitan Művészeti Múzeumban található (M.M.A. 21.7.9). Emellett előkerültek kőedények töredékei I. Jahmesz, Ahmesz-Nofertari és fiuk, I. Amenhotep nevével (M.M.A.21.7.1-8.), valamint egy töredék, amelyen Apepi hükszosz uralkodó és egy lánya, Herit neve szerepel. (M.M.A. 21.7.7)
A Carter által talált leletek bizonyítják, hogy a sírt a XXII. dinasztia idején is használták, ebből az időből égett bronz- és lazúrkőberakások darabjai, valamint fadarabok kerültek elő az akna aljából.

## Fordítás
- Ez a szócikk részben vagy egészben  a   Tomb ANB című angol Wikipédia-szócikk ezen változatának fordításán alapul.  Az eredeti cikk szerkesztőit annak laptörténete sorolja fel. Ez a jelzés csupán a megfogalmazás eredetét és a szerzői jogokat jelzi, nem szolgál a cikkben szereplő információk forrásmegjelöléseként.
- Ez a szócikk részben vagy egészben  az   AN B című német Wikipédia-szócikk ezen változatának fordításán alapul.  Az eredeti cikk szerkesztőit annak laptörténete sorolja fel. Ez a jelzés csupán a megfogalmazás eredetét és a szerzői jogokat jelzi, nem szolgál a cikkben szereplő információk forrásmegjelöléseként.

## Külső hivatkozások
- Az AN B sír